# Lera Abova
Lera Abova (en ruso: Лера Абова; Slávgorod, 4 de noviembre de 1992), cuyo nombre real es Valeria Smírnova (en ruso: Валерия Смирнова), es una modelo y actriz rusa, reconocida principalmente por su participación en el filme Anna (2019) y en la serie de televisión Pitch Perfect: Bumper in Berlin (2022-2023). 

## Biografía
Nacida en Slávgorod, Rusia en 1992, Abova se mudó a los trece años a Alemania. En 2016 fue descubierta por el fotógrafo británico David Sims, quien la ayudó a iniciar una carrera como modelo. Acto seguido empezó a trabajar con otros fotógrafos de moda como Colin Dodgson o Mariano Vivanco. Durante su trayectoria ha participado en variedad de campañas publicitarias para marcas como Dior, Roy Rogers, Ami Paris o Nina Ricci, y ha aparecido en las páginas de revistas como Vogue, Marie Claire y L'Officiel.
En 2017, el cineasta francés Luc Besson la escogió para interpretar el papel de Maude en su película Anna, junto con la actriz y modelo Sasha Luss. Entre 2022 y 2023 interpretó el rol de Thea en Pitch Perfect: Bumper in Berlin, una serie derivada de la comedia musical Pitch Perfect.
En noviembre de 2022, los medios anunciaron que Abova haría parte del reparto de la película Good Side of a Bad Man, acerca del delincuente conocido como Pretty Boy Floyd.

## Filmografía

### Cine
| Año  | Título           | Papel | Notas   |
| ---- | ---------------- | ----- | ------- |
| 2019 | Anna             | Maude |         |
| 2025 | Extraterritorial | Irina | Netflix |

### Televisión
| Año  | Título                          | Papel                      | Notas            |
| ---- | ------------------------------- | -------------------------- | ---------------- |
| 2022 | Pitch Perfect: Bumper in Berlin | DJ Das Boot/Thea           | Elenco principal |
| 2025 | One Piece                       | Miss All Sunday/Nico Robin |                  |
| TBA  | Good Side of a Bad Man          |                            |                  |